# Caravelí
A cidade peruana de Caravelí é a capital da Província de Caravelí, situada no Departamento de Arequipa, pertencente a Região de Arequipa, Peru.